# Eyk Pokorny
Eyk Pokorny (ur. 22 listopada 1969 w Berlinie) – niemiecki kolarz torowy, pięciokrotny medalista mistrzostw świata.

## Kariera
Pierwszy sukces w karierze Eyk Pokorny osiągnął w 1986 roku kiedy został wicemistrzem świata juniorów w sprincie indywidualnym. Rok później był już najlepszy, a w 1991 roku wspólnie z Emanuelem Raaschem zdobył złoty medal w tandemach na mistrzostwach świata w Stuttgarcie w kategorii seniorów. Na mistrzostwach świata w Hamar w 1993 roku zdobył brązowy medal w sprincie, ulegając jedynie Australijczykowi Gary'emu Neiwandowi i swemu rodakowi Michaelowi Hübnerowi. Swój jedyny start olimpijski zaliczył podczas igrzysk w Atlancie w 1996 roku, gdzie zajął siódme miejsce w sprincie. W sprincie drużynowym razem z Sörenem Lausbergiem i Janem van Eijdenem zdobył srebrny medal na mistrzostwach świata w Perth w 1997 roku, a podczas mistrzostw świata w Bordeaux w 1998 roku i mistrzostw w Berlinie rok później Niemcy z Pokornym w składzie zajmowali w tej konkurencji trzecią pozycję.